# 篤子內親王
篤子內親王，為日本第71代天皇—後三条天皇之女四宮，生母皇后藤原茂子，祖母陽明門院。同母兄姐；聰子內親王、貞仁親王、俊子內親王、佳子內親王等。之後在寬治五年（1091年），以三十二歲之齡，入內成為侄子—73代堀河天皇之女御，兩年後升為中宮，一生未曾生育。

## 生平
篤子內親王出生在後冷泉天皇朝康平三年（1060年），但三歲時（1062年）母親藤原茂子皇后崩御，便由祖母陽明門院撫養長大，且深受祖母的寵愛，治曆四年（1068年）因父親尊仁親王即位成為後三条天皇，獲得內親王封位，三年後（延久元年，即1069年）敘三品，即三品內親王。
延久四年（1072年）篤子內親王同母姊－第21任賀茂齋院的佳子內親王因病退職，隔年（延久五年，即1073年）3月，13歲的篤子內親王被卜定為第22任賀茂齋院，但同年5月，篤子內親王就因為父帝後三条天皇的崩御，篤子內親王因此退職，成為歷代齋院中任期最短的一位齋院，任期僅僅兩個月。
她的同母兄貞仁親王繼父帝後三条天皇之後，即位成為第72代天皇—白河天皇承曆三年（1079年）準三宮宣下。

## 入內
寬治五年（1091年），篤子內親王時年三十二歲，早已錯過適婚年齡，而篤子內親王的侄子—堀河天皇的後宮空置，而為了讓錯過婚齡的孫女能夠有美滿的婚姻，篤子的祖母陽明門院因而向白河上皇說情，希望篤子內親王以陽明門院養女的身份入內，成為堀河天皇之妃。
當時的堀河天皇，雖然後宮空置無人，但早已有同母姊媞子內親王以準母中宮的身分居住在內，再加上堀河天皇時年14歲，和篤子內親王相差17歲，因此白河上皇並不願意如此，但礙於陽明門院的身分和地位，白河上皇只能命堀河天皇在寬治五年（1091年）將篤子內親王立為女御（因篤子內親王曾任職賀茂齋院，因此世稱齋院女御）。
堀河天皇朝寬治七年（1093年）二月，篤子內親王三十四歲，因陽明門院病重，而為了安慰祖母，白河上皇便命堀河天皇將篤子內親王中宮宣下，在寬治七年二月二十二日舉行了冊立典禮。而準母中宮的媞子內親王，則改封郁芳門院。

## 晚年
成為中宮的篤子內親王，使陽明門院感到欣慰，而在次年嘉保元年（1094年）正月，庇護篤子內親王大半生的陽明門院以八十二歲的高齡崩御。
篤子內親王雖被立為中宮，但和堀河天皇年齡相差過大，因此一生未曾生育，堀河天皇對這位姑母也敬而遠之，但篤子內親王即使失去庇護自己大半生的祖母，日子還是過的很充實，篤子的一生篤信佛教，抱著虔誠的態度和心，並在嘉承二年（1107年）堀河天皇駕崩後出家為尼。
史書上對於她的篤信佛法有段記載；「中宮篤信佛法，誦阿彌陀經四十餘年矣。至崩不怠，每日供養法華經，建證菩提院」這說明了篤子內親王對佛法之虔誠。
鳥羽天皇朝永久二年（1114年）十月，篤子內親王崩御，享年五十五歲。